# Vivian Aguiar-Buff
Vivian Aguiar-Buff (15 de Abril de 1981) é uma compositora brasileira de trilhas sonoras e produtora musical.

## Biografia
Vivian nasceu em São Paulo, Brasil. Ela se formou em cinema na Faculdade Armando Alvares Penteado em 2003 e começou a produzir música eletrônica em 2005, trabalhando como DJ tocando em casas noturnas e importantes festivais de música no Brasil e no exterior.
Ela então formou-se summa cum laude em Composição Erudita e Film Scoring na Berklee College of Music em 2012, chamando a atenção do estúdio de Hans Zimmer, Remote Contro lProductions, onde foi contratada assim que chegou em Los Angeles. 
Lá ela trabalhou diretamente com o compositor Henry Jackman em filmes como Turbo (2013), Captain America: The Winter Soldier (2014), Big Hero 6 (2014), The Interview (2014) e Kingsman: The Secret Service (2014).
Vivian atua na indústria cinematográfica brasileira como compositora de trilhas sonoras, produtora e diretora musical, e apresenta-se constantemente como regente conduzindo suas próprias composições no Brasil, Estados Unidos e Europa. Teve a premiere de uma de suas peças executada pela Hollywood Chamber Orchestra.
A compositora é sócia fundadora e CCO da1M1 Arte, empresa de produção musical especializada no mercado audiovisual.

## Departamento Musical
2013 - This Is The End

2013 - Turbo

2013 - Captain Phillips

2013 - Turbo F.A.S.T.

2013 - G.I. Joe: Retaliation

2014 - Captain America: The Winter Soldier

2014 - Big Hero 6

2014 - The Interview
 
2014 - Kingsman: The Secret Service

## Trilhas Sonoras para Cinema (longas)
2015 - Always Worthy

2015 - Payback

2016 - Apaixonados: O Filme
2017 - Amor.com

2017 - Minha Família Perfeita

2018 - Não Se Aceitam Devoluções

2018 - Crô Em Família

Trilhas Sonoras para Séries de TV (longas)

2015 - Zé do Caixão

2017 - Manual_para_se_Defender_de_Aliens,_Ninjas_e_Zumbis

## Trilhas sonoras para cinema (curtas)
2008 - Na Cama

2011 - Impressing The Critic

2012 - The Stiff